# John Breckinridge
John Breckinridge (Staunton, 1760. december 2. – Lexington, 1806. december 14.) az Amerikai Egyesült Államok szenátora (Kentucky, 1801–1805).
Breckinridge az Egyesült Államok főügyészeként is szolgált Thomas Jefferson elnök második ciklusa alatt.